# NGC 7094
NGC 7094 ist ein planetarischer Nebel im Sternbild Pegasus. 
Das Objekt wurde am 10. Oktober 1884 von dem Astronomen Lewis Swift entdeckt.